# Belastingverordening
Een belastingverordening is een algemeen verbindend voorschrift van een Nederlandse decentrale overheid om een of meerdere belastingen te kunnen heffen.
Belastingverordeningen worden vastgesteld door volksvertegenwoordigende organen van gemeenten, provincies, waterschappen en de openbare lichamen Bonaire, Sint Eustatius en Saba. Een belastingverordening is dan ook een voorbeeld van een gemeentelijke verordening, een provinciale verordening, een waterschapsverordening of een eilandsverordening. In de belastingverordening staat onder andere de belastingplichtige, het voorwerp van belasting, het belastbare feit, de heffingsmaatstaf en het tarief vermeld.
Decentrale overheden kunnen alleen die belastingen heffen die in de wet vermeld staan, andere belastingen worden expliciet uitgesloten. De heffingsmaatstaf van gemeenten, provincies en openbare lichamen BES mag niet afhankelijk gesteld worden van inkomen, winst of vermogen.